# Кунд
Кунд (рум. Cund) — село у повіті Муреш в Румунії. Входить до складу комуни Бахня.
Село розташоване на відстані 238 км на північний захід від Бухареста, 30 км на південь від Тиргу-Муреша, 89 км на південний схід від Клуж-Напоки, 109 км на північний захід від Брашова.

## Населення
За даними перепису населення 2002 року у селі проживали 192 особи.
Національний склад населення села:
| Національність | Кількість осіб | Відсоток |
| -------------- | -------------- | -------- |
| румуни         | 96             | 50,0%    |
| угорці         | 75             | 39,1%    |
| німці          | 12             | 6,3%     |
| цигани         | 9              | 4,7%     |

Рідною мовою назвали:
| Мова      | Кількість осіб | Відсоток |
| --------- | -------------- | -------- |
| румунська | 105            | 54,7%    |
| угорська  | 74             | 38,5%    |
| німецька  | 12             | 6,3%     |